# فرانسیس چکلند
فرانسیس چکلند (انگلیسی: Francis Checkland؛ زادهٔ ۳۱ ژوئیهٔ ۱۸۹۷) بازیکن فوتبال اهل بریتانیا است.
از باشگاه‌هایی که در آن بازی کرده‌است می‌توان به باشگاه فوتبال لیورپول اشاره کرد.